# Adiscus glabrous
Adiscus glabrous là một loài bọ cánh cứng trong họ Chrysomelidae. Loài này được Tan miêu tả khoa học năm 1988.